# 下北號列車

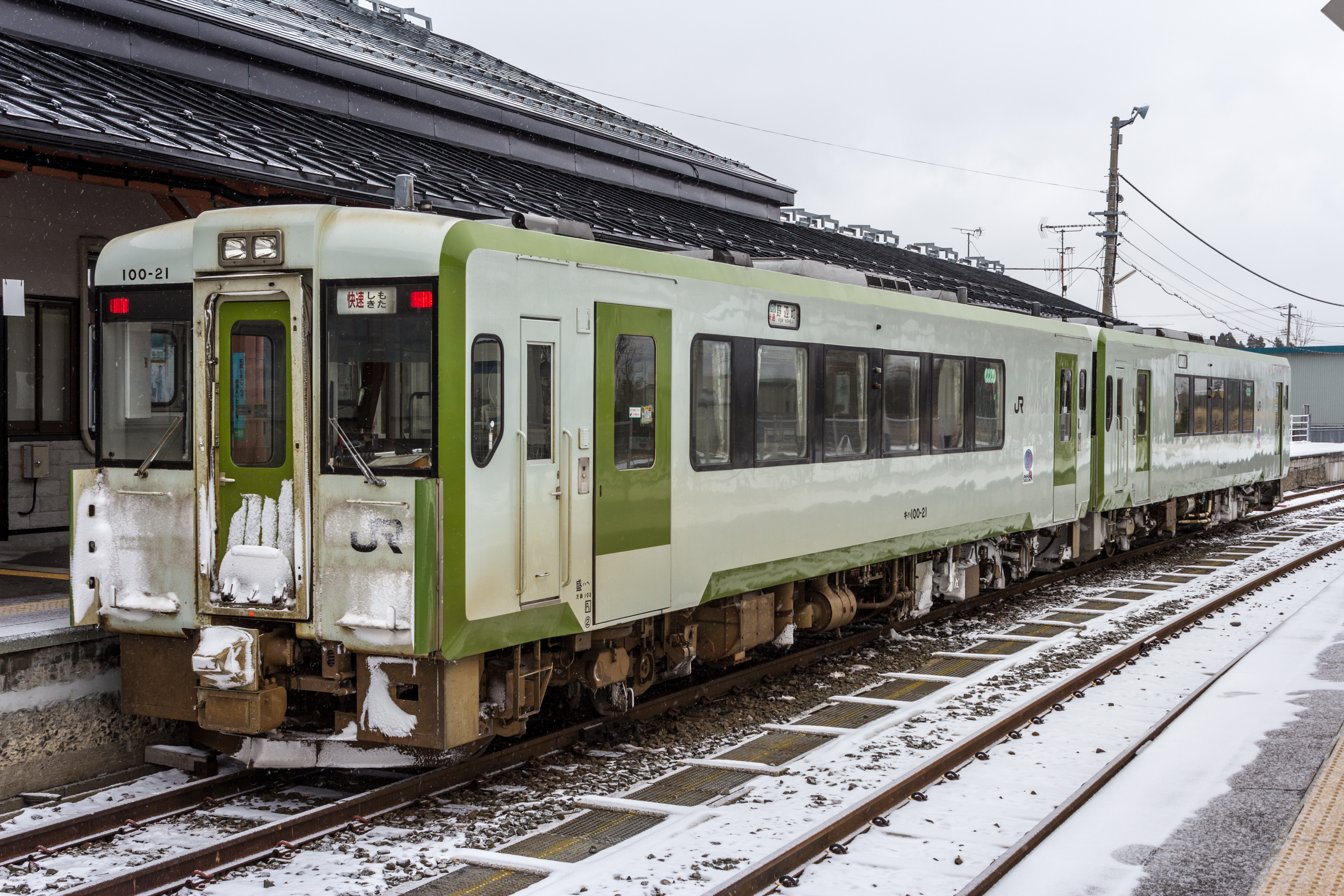
在大湊站停靠的JR KiHa100系快速列車「下北號」(2012年12月)

下北號列車（しもきた）是一列隸屬於東日本旅客鐵道（JR東日本）及青森鐵道，行駛於青森、八戶、野邊地等站與大湊之間，連結青森鐵道線與大湊線的快速列車。該列車的車名源自於青森縣陸奧市的市中心一帶被稱為下北地方的區域。

## 營運
使用車輛
- JR東日本Kiha 100系柴油動車組
- 國鐵Kiha40系柴油動車組（Kiha100系檢査期間和恐山大祭期間中、舊曆盂蘭盆會・年末年始的多客期3534D～733D、738D～3537D）
  - 1～2輛編成運轉（Kiha40系2～3輛）。在大湊線内一人運轉。如果是Kiha40系柴油車運轉會有車掌全區間執行乘務。

青森、八戸方面連結下北地方的乘車人數多。但是一部份的列車Kiha100系只有1輛編成運轉，因此座位數較少、繁忙期也有可能不會加掛車廂，所以在始發站若不預先排隊有可能會沒有座位。在繁忙期大湊站搭乘「しもきた」一輛的乘客其排隊的長度幾乎快超出月台（下一停車站是離市中心更接近的下北站，人數眾多使列車更為擁擠）。就算是青森站（八戸站），平常的列車開進大湊線內也都需要排隊。繁忙期若從八戶（青森）搭乘特急列車想在野邊地站換成大湊線的列車能有座位的機率也很少。
擔當車掌區・運轉區
- 青森～野邊地間 - 青森運輸區
- 野邊地～八戶間 - 八戶運輸區
- 野邊地～大湊間 - 大湊線營業所

停車站
●：停車、｜：通過、▲：一部列車停車、空欄・∥：經由其他路線。
| 路線名     | 站名     | 來往青森站  | 來往青森站        | 來往八戶站  | 來往八戶站        | 大湊線內 班次 |
| 路線名     | 站名     | 全路段 快速 | 大湊線內 各站停車 | 全路段 快速 | 大湊線內 各站停車 | 大湊線內 班次 |
| ---------- | -------- | ----------- | ----------------- | ----------- | ----------------- | ------------- |
| 大湊線     | 大湊     | ●           | 線內 各站 停車    | ●           | 線內 各站 停車    | ●             |
| 大湊線     | 下北     | ●           | 線內 各站 停車    | ●           | 線內 各站 停車    | ●             |
| 大湊線     | 近川     | ｜          | 線內 各站 停車    | ●           | 線內 各站 停車    | ｜            |
| 大湊線     | 陸奥橫濱 | ●           | 線內 各站 停車    | ●           | 線內 各站 停車    | ●             |
| 大湊線     | 野邊地   | ●           | 線內 各站 停車    | ●           | 線內 各站 停車    | ●             |
| 青森鐵道線 | 野邊地   | ●           | 線內 各站 停車    | ●           | 線內 各站 停車    | ●             |
| 小湊       | ●        | ●           | ∥                 | ∥           |                   |               |
| 淺蟲溫泉   | ●        | ●           | ∥                 | ∥           |                   |               |
| 東青森     | ●        | ●           | ∥                 | ∥           |                   |               |
| 青森       | ●        | ●           | ∥                 | ∥           |                   |               |
| 上北町     |          |             | ●                 | ●           |                   |               |
| 三澤       |          |             | ●                 | ●           |                   |               |
| 下田       |          |             | ●                 | ｜          |                   |               |
| 八戶       |          |             | ●                 | ●           |                   |               |

## 大湊線優等列車歷史
- 1959年7月 - 盛岡站～大鰐站間行駛的準急列車「八甲田」開始運轉。
後來「八甲田」連結鮫站出發或到達的列車。
- 1961年10月1日－盛岡站・鮫站～大鰐站間準急列車「八甲田」改稱為準急列車「下北」誕生。上行列車只有在大畑站～青森站間運轉。「八甲田」的名稱後來被上野站～青森站間的急行列車採用。（請參照東北本線優等列車歷史。）
- 1962年10月1日 - 準急「下北」分離鮫站到達的列車、久慈站～盛岡站間運行的準急列車「海貓」運轉開始。
- 1965年10月 - 「陸奧」改稱準急「下北」。
- 1966年10月1日 - 急行「海貓」廢止、盛岡站～大鰐站（上行）・碇之關站（下行）間急行「下北」復活、運轉開始（下行弘前站～碇之關間普通列車）。
- 1968年10月1日 - 青森站～鮫站・大湊站間急行「夏泊」運轉開始（由大湊站編成・鮫站編成在青森站～野邊地站間併結運轉）。
- 1978年10月2日－「夏泊」降等為快速列車（運轉區間・併結運轉同上）。
- 1982年11月15日－急行「下北」廢止
- 1988年3月13日－快速「夏泊」分割。大湊編成的快速「うそり」、鮫編成的併入快速「夏泊」。青森站～野邊地站間併結運轉的情形只有在上行列車接連實施。「うそり」車輛調為Kiha40系、3往復、大湊線内開始一人運轉。
- 1993年12月1日－青森站～大湊站間的快速「うそり」車輛置換為JR東日本Kiha 100系柴油動車組、名稱變更為快速「下北」。5往復化。
- 1999年5月 - 配合橫濱町「油菜花之日」、快速「下北」1往復作為「油菜花列車」以行樂列車「Kenji」運轉。
- 2000年5月 - 前年同様、快速「下北」1往復作為「Kenji」運轉。
- 2001年5月 - 快速「下北」1往復以行樂列車「エーデルワイス」方式運轉。
- 2002年7月 - 八戸站～大湊站～蟹田站～八戸站間臨時快速「きらきらみちのく」運轉開始。
- 2002年12月1日－隨著東北新幹線延伸至八戸、快速「下北」青森站發著的列車改為1往復由八戶站發著。
- 2004年7月18日－青森站～鮫站間「夏泊急行夏泊號」復活運轉。